# Livemusiken från Jills veranda
Livemusiken från Jills veranda släpptes 9 april 2014, och är ett album utgivet i Jill Johnsons namn, innehållandes musiken från TV-programmet Jills veranda.

## Låtlista
1. Going Down to the River - Doug Seegers
2. Color Him Father - Jill Johnson & Titiyo
3. Orphan Girl - Jill Johnson & Titiyo
4. Red Dirt Girl - Jill Johnson & Kakan Hermansson
5. Not Ready to Make Nice - Jill Johnson & Kakan Hermansson
6. Du - Jill Johnson
7. Jolene - Jill Johnson & Rikard "Skizz" Bizzi
8. Crazy Girl - Jill Johnson & Rikard "Skizz" Bizzi
9. Will the Circle Be Unbroken - Jill Johnson & Marit Bergman
10. Never You - Pam Rose & Lisa Carver
11. Blue Eyes Crying in the Rain - Jill Johnson & Kristian Gidlund
12. Follow the Lights - Jill Johnson & Kristian Gidlund
13. Always on My Mind - Jill Johnson & Magnus Carlson
14. Sleepless Nights - Jill Johnson & Magnus Carlson
15. Night Flyer - Jill Johnson & Kristian Gidlund
16. Legacy - Jill Johnson
17. Going Down to the River - Doug Seegers, Jill Johnson & Magnus Carlson
18. Crying Time - Jill Johnson & Magnus Carlson
19. Gotta Catch That Train - Doug Seegers

## Listplaceringar
| Lista (2014) | Topplacering |
| ------------ | ------------ |
| Sverige      | 1            |

### Fotnoter
1. ↑  ”Livemusiken från Jills veranda”. Swedishcharts. http://www.swedishcharts.com/showitem.asp?interpret=Jill+Johnson&titel=Livemusiken+fr%E5n+Jills+Veranda+Nashville&cat=a. Läst 4 maj 2014.